# St. Hubertus (Marksuhl)

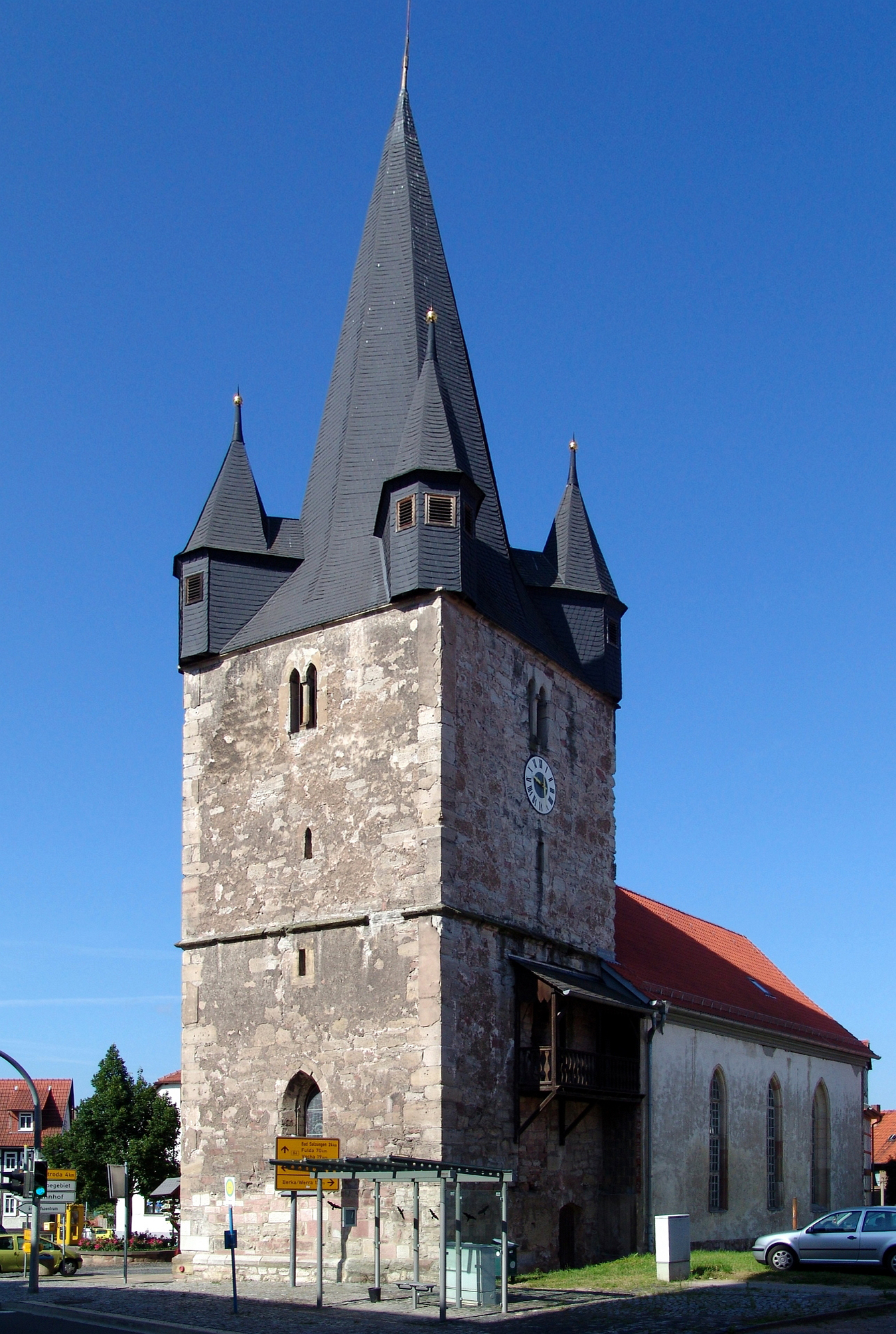
St. Hubertus

Die evangelische Kirche St. Hubertus steht im Ortsteil Marksuhl der Gemeinde Gerstungen im Wartburgkreis in Thüringen.

## Lage
Die Kirche befindet sich in der Ortsmitte von Marksuhl direkt an der Bundesstraße 84 unmittelbar gegenüber dem Marksuhler Schloss. Der Kirchturm prägt gemeinsam mit dem Turm des Schlosses das Ortsbild, beide Türme sind im Wappen der Gemeinde Marksuhl abgebildet.

## Geschichte
Der Kirchturm wurde 1454 errichtet. Im Dreißigjährigen Krieg wurde die Kirche verwüstet und 1667 wieder aufgebaut und dabei die Kanzel und die Emporen eingebaut. Die Malereien an der Empore wurden 1817 übertüncht. 1986 schuf Kurt Thümmler das Chorfenster.
1530 wechselte die Kirchgemeinde zum evangelischen Glauben.

## Orgel
Die Orgel hat 24 Register, verteilt auf zwei Manuale und Pedal. Die Register- und Tontraktur ist mechanisch. 2023 wurde die Orgel restauriert durch Orgelbau Kutter. Die Disposition lautet wie folgt:
| I Hauptwerk C–d3 |     |
| Bordun           | 16′ |
| Principal        | 8′  |
| Gemshorn         | 8′  |
| Gamba            | 8′  |
| Hohlflöte        | 8′  |
| Gedackt          | 8′  |
| Oktave           | 4′  |
| Spitzflöte       | 4′  |
| Oktave           | 2′  |
| Sifflöte         | 1′  |
| Mixtur IV        | 2′  |

| II Oberwerk C–d3 |        |
| Quintatön        | 8′     |
| Piffaro          | 8′     |
| Flauto-travers   | 8′     |
| Prinzipal        | 4′     |
| Holzflöte        | 4′     |
| Spitzflöte       | 2′     |
| Quinte           | 1 1/3′ |
| Cornett I-III    | 2'     |

| Pedalwerk C–c1 |     |
| Violon         | 16′ |
| Subbaß         | 16′ |
| Oktavbaß       | 8′  |
| Flötbaß        | 8′  |
| Choralbass     | 4′  |

- Koppeln: II/I, I/P